# Computer & Communication Industry Association
La Computer & Communication Industry Association o CCIA, es una organización internacional estadounidense sin fines de lucro fundada en 1972, y también un grupo de interés que representa a las grandes empresas de TIC. Se autoproclama dedicada a promover «mercados, sistemas y redes abiertos». Entre sus miembros se incluyen empresas de renombre mundial como Amazon, Apple, Cloudflare, eBay, Meta (Facebook), Google, Intel, Intuit, Nord Security, Opera, Pinterest, Shopify, Uber y Waymo. La CCIA también gestiona el sitio web Patent Progress.

## Ubicación
La organización tiene su sede en Washington D. C., y cuenta con una oficina de representación en Bruselas para las relaciones con la Unión Europea.

## Actividades de cabildeo
La asociación interviene en procedimientos judiciales, incluyendo aquellos que involucran sumas extremadamente altas, como el entre Samsung y Apple (en este caso, la CCIA apoyó la demanda de Samsung). También intentó unirse al caso de Microsoft contra la Comunidad Europea, pero su solicitud fue rechazada por el juez. La asociación ha financiado estudios para demostrar los peligros que suponen los litigios excesivos sobre patentes para el desarrollo tecnológico, y también ha participado en audiencias en el Senado de los Estados Unidos.
Siguiendo la tradición estadounidense, también aboga por una mejor definición del uso justo y para una interpretación más amplia de la Digital Millennium Copyright Act, publicando documentos que demuestran la importancia del uso justo en la economía estadounidense. También participa activamente en la expansión del uso gratuito de internet en China, como en el caso "Google contra China".

### La CCIA y Brasil
La CCIA monitorea las acciones de los poderes ejecutivo y legislativo brasileños que puedan considerarse perjudiciales para los intereses de sus miembros (las «Big Techs»). Esto incluye, por ejemplo, «desde el Impuesto a las Blusas hasta la suspensión de la red social X por orden de Alexandre de Moraes».
En julio de 2025, simultáneamente con el anuncio de la administración Trump de que investigaría las prácticas comerciales de Brasil (e impondría un impuesto del 50% al país), la entidad publicó una nota aplaudiendo esta iniciativa:

La CCIA celebra la atención del gobierno a las barreras de Brasil a las exportaciones digitales estadounidenses mediante una investigación deliberativa, amparada en la Sección 301, sobre el daño causado por el trato discriminatorio [...]. Esperamos que estas medidas beneficien las operaciones de la industria en Brasil y restablezcan un comercio abierto y justo entre estos dos importantes socios.